# Hydrophilus pistaceus
Hydrophilus pistaceus es una especie de escarabajo acuático del género Hydrophilus, familia Hydrophilidae. Fue descrita científicamente por Laporte de Castelnau en 1840.
Se distribuye por Argelia, Francia, Italia, Marruecos, Portugal, España, Túnez y República Checa.